# NGC 2445
NGC 2445 је прстенаста галаксија у сазвежђу Рис која се налази на NGC листи објеката дубоког неба.
Деклинација објекта је + 39° 0' 56" а ректасцензија 7h 46m 55,0s. Привидна величина (магнитуда) објекта NGC 2445 износи 12,9 а фотографска магнитуда 13,9. NGC 2445 је још познат и под ознакама UGC 4017, MCG 7-16-17, CGCG 206-24, ARP 143, VV 117, IRAS 07435+3908, PGC 21776.